# Françoise Dorner
Françoise Dorner est une actrice française, née à Paris le 17 juin 1949.
Elle est également scénariste, dramaturge et romancière.
Jouant Les sales mômes d'Alphonse Boudard, créée le 23 septembre 1983, elle y rencontre Didier van Cauwelaert qui devient son compagnon.

## Biographie

### Carrière d'actrice
Elle apparaît pour la première fois au cinéma grâce à Éric Le Hung qui lui confie en 1975 un des rôles principaux de La Rage au poing aux côtés de Philippe Lavot, Marie-Georges Pascal et Tony Gatlif, également auteur du scénario. On la voit en 1981 dans  Haute surveillance de Pierre-Alain Jolivet  puis en  1984 aux côtés de Pierre Richard dans Le Jumeau. Enfin, en 1992 on la retrouve dans Les Amies de ma femme de Didier Van Cauwelaert avec Michel Leeb, Christine Boisson et Catherine Arditi.
Si sa carrière cinématographique reste assez modeste, Françoise Dorner, a en revanche été très présente sur le petit écran depuis la fin des années 1960. Elle tient la vedette de plusieurs téléfilms et incarne notamment  La Petite Fadette en 1978. En 1985, elle interprète la commissaire Françoise Valence dans la série Madame et ses flics. La télévision lui donne aussi en 1996, la possibilité d'adapter une de ses pièces, Le Parfum de Jeannette.

### Carrière d'autrice
Ses pièces L'Hirondelle et Le Parfum de Jeannette, écrites avec Jean-Claude Carrière, lui ont valu le Prix du Jeune Théâtre de l'Académie française. En 2004, elle reçoit le Prix Goncourt du premier roman pour La Fille du rang derrière, salué par la critique en France mais aussi aux États-Unis. En 2006 La Douceur assassine obtient le Prix Émile Augier et en 2011, elle reçoit le Prix Roger-Nimier pour Tartelettes, jarretelles et bigorneaux.

## Œuvres

### Romans
- 2004 : La Fille du rang derrière (Albin Michel, 2004, Le Livre de Poche, 2006,  (ISBN 2253117404))
- 2006 : La Douceur assassine (Albin Michel, 2006, Le Livre de Poche, 2008,  (ISBN 2226172416))
- 2009 : Magic Retouches (Albin Michel, 2009,  (ISBN 2226188770))
- 2011 : Tartelettes, jarretelles et bigorneaux (Albin Michel, 2011,  (ISBN 2226221379))

## Théâtre

### Comédienne
- 1967 : Le Duel de Anton Tchekhov, mise en scène André Barsacq, Théâtre de l'Atelier
- 1975 : Des journées entières dans les arbres de Marguerite Duras, mise en scène Jean-Louis Barrault, Théâtre d'Orsay :
- 1976 : Antigone de Jean Anouilh, mise en scène Nicole Anouilh, Théâtre Firmin-Gémier Antony : Antigone
- 1980 : Diderot à corps perdu, mise en scène Jean-Louis Barrault, Théâtre d'Orsay : Mademoiselle de Lespinasse
- 1981 : Madame est sortie de Pascal Jardin, mise en scène Pierre Boutron, tournée Herbert-Karsenty
- 1983 : Les Sales Mômes d'Alphonse Boudard : Bérangère
- 1987 : Le Nègre de Didier van Cauwelaert, mise en scène Pierre Boutron, tournée Herbert-Karsenty
- 1988 : Avanti ! de Samuel A. Taylor, mise en scène Pierre Mondy, Théâtre du Palais-Royal : Diana Claiborn
- 1991 : Ornifle ou le Courant d'air de Jean Anouilh, mise en scène Patrice Leconte, Théâtre des Bouffes Parisiens

### Auteure
- L'Hirondelle
- Le Parfum de Jeannette
- Bonheur Parfait (2000)

## Filmographie

### Actrice

#### Cinéma
- 1975 : La Rage au poing, d'Éric Le Hung : BB la brune
- 1975 : Émilienne, de Guy Casaril : Diane
- 1975 : Flic Story, de Jacques Deray :  Suzanne Bollec
- 1978 : En l'autre bord, de Jérôme Kanapa : une mère
- 1981 : Haute Surveillance, de Pierre-Alain Jolivet : Claire Mazarine
- 1984 : Le Jumeau, de Yves Robert : Marie
- 1985 : Gros Dégueulasse, de Bruno Zincone : la fille aux boucles d'oreilles
- 1989 : L'Invité surprise, de Georges Lautner : Julie
- 1990 : Feu sur le candidat, de Agnès Delarive : Marie-Diane
- 1992 : Les Amies de ma femme, de Didier Van Cauwelaert : Hélène

#### Télévision
- 1966 : L'affaire Lemoine, épisode de la série  En votre âme et conscience de Claude Barma : Angélina Lemoine
- 1967 : Les Cinq Dernières Minutes, épisode Voies de faits de Jean-Pierre Decourt : Denise
- 1967 : Le Somnambule, épisode de la série  L'amateur ou S.O.S. Fernand de Jean-Pierre Decourt : Denise
- 1967 : Le Fabuleux Grimoire de Nicolas Flamel, épisode de la série  Le Tribunal de l'impossible de Guy Lessertisseur : Jeanneton
- 1969 : L'Auberge de Peyrebeilles, épisode de la série  En votre âme et conscience de Guy Lessertisseur : Angélina Lemoine
- 1969 : Le Petit Monde de Marie-Plaisance, série télévisée de André Pergament : Christine
- 1971 : La Mort des capucines, téléfilm de Agnès Delarive : Arielle
- 1971 : La Possédée, téléfilm d'Éric Le Hung : Sœur Calixte
- 1972 : Les Mal-Aimés, téléfilm de Pierre Vallet :  Marianne de Virelade
- 1972 : : Das Mädchen aus Bourgneuf et Strauchritter auf der Messerstraße, deux épisodes de la série Die Melchiors de Hermann Leitner : Lucienne
- 1973 : Le temps de vivre... Le temps d'aimer (série télévisée) : Catherine
- 1974 : Les Enfants des autres, série télévisée de Louis Grospierre : Lise
- 1974 : Amoureuse Joséphine, téléfilm de Guy Lessertisseur : Laure Junot
- 1974 : Le Soleil de Palicorna, téléfilm de Philippe Jouillat : Sandra
- 1975 : Les Exilés, téléfilm de Guy Lessertisseur : Béatrice
- 1976 : La Pêche miraculeuse, mini série de Pierre Matteuzzi : Antoinette Galland
- 1978 : La Petite Fadette, téléfilm de Lazare Iglesis : Fadette
- 1979 : Miss et la vie en rose, épisode de la série Miss : Sabine
- 1979 : Crapotte, épisode de la série Les Amours de la Belle Époque d'Agnès Delarive : Crapotte
- 1979 : La Belle vie, de Jean Anouilh réalisé par  Lazare Iglesis : La femme de chambre
- 1980 : Lundi, épisode de la série Cinéma 16 de Edmond Séchan : Mme Martin
- 1981 : L'Antichambre, de Hervé Bromberger : Wanda
- 1981 : Le Bouffon, de Guy Jorré : Françoise
- 1982 : Je tue il, épisode de la série Cinéma 16 de Pierre Boutron : Mlle Trinquier
- 1982 : L'Accompagnateur, téléfilm de  Pierre Boutron : Mme Guimont-Villiers
- 1982 : La Marseillaise, téléfilm de  Michel Berny : Isabelle
- 1983 : Fabien de la Drôme, série télévisée de Michel Wyn : Julie
- 1983 : Quelques hommes de bonne volonté, mini série de François Villiers : Mathilde
- 1983 : Les Enquêtes du commissaire Maigret, épisode : Un Noël de Maigret de Jean-Paul Sassy : Mme Martin
- 1984 : La Jeune Femme en vert, de Lazare Iglesis : Flore
- 1985 : Madame et ses flics, série télévisée : Le commissaire Françoise Valence
- 1989 : Le Nègre, de Yves-André Hubert : Clémentine
- 1990 : Avanti, téléfilm de Patrick Bureau : Diana Claiborn
- 1994 : L'Homme de mes rêves, téléfilm de Georges Lautner : Guillemette Deslandes
- 1995 : L'Affaire Dreyfus, téléfilm d'  Yves Boisset : Berthe
- 1995 : Les Grandes Personnes, téléfilm de  Daniel Moosmann : la gynécologue
- 1995 : La Duchesse de Langeais, téléfilm de Jean-Daniel Verhaeghe :
- 1996 : Le Parfum de Jeannette, téléfilm de Jean-Daniel Verhaeghe : Jeanette
- 1997 : Le Président et la garde barrière, téléfilm de Jean-Dominique de la Rochefoucauld : Mme Deschanel
- 1998 : Les Pédiatres, mini série de Hartmut Griesmayr et Daniel Losset :
- 2003 : La Faux, téléfilm de Jean-Dominique de la Rochefoucauld : Agnès
- 2004 : Enfance volée, épisode de la série  La Crim' : Mme Filipani

### Scénariste
- 1996 : Le Parfum de Jeannette téléfilm de Jean-Daniel Verhaeghe, coadaptation de sa pièce avec Jean-Daniel Verhaeghe et  Jean-Claude Carrière.
- 1997 : Une Femme sur mesure téléfilm de Detlef Rönfeldt, coécrit par Marianne Sägebrecht.
- 1999 : La Secrétaire du Père Noël, réalisé par Dagmar Damek.
- 2012 : Mr. Morgan's Last Love , coécrit et réalisé par Sandra Nettelbeck, adaptation du roman de Françoise Dorner La Douceur assassine.

## Doublage

### Cinéma

#### Films
- 1973 : Aminata de Claude Vermorel :
- 1978 : En route vers le sud : Julia Tate Moon (Mary Steenburgen)
- 1980 : American Gigolo : Michelle Stratton (Lauren Hutton)
- 1981 : Halloween 2 : Karen Bailey (Pamela Susan Shoop)
- 1983 : Scarface : Elvira Hancock (Michelle Pfeiffer)
- 1983 : Un fauteuil pour deux : Penelope Witherspoon (Kristin Holby)
- 1984 : Police Academy : Sgt Debbie Callahan (Leslie Easterbrook)
- 1986 : Hannah et ses sœurs : Lee (Barbara Hershey)
- 1990 : Rocky 5 : Adrian (Talia Shire)
- 1988 : Jack l'Éventreur (Jack the Ripper) (téléfilm) : Emma Prentice (Jane Seymour)